# Valadon (krater)
För andra betydelser, se Valadon.
Valadon är en nedslagskrater med en diameter på 25 kilometer, på planeten Venus. Valadon har fått sitt namn efter den franska målaren Suzanne Valadon.